# Acto del Descendimiento (Salamanca)
El Acto del Descendimiento es una celebración religiosa popular de la Semana Santa de Salamanca que se viene realizando el día de Viernes Santo desde el siglo XVII. Organizado por la Cofradía de la Vera Cruz constituye uno de los actos distintivos de esta Semana Santa. Consiste en un Sermón seguido de un desenclavo de la Cruz de una figura articulada de Cristo, para introducirlo en el Sepulcro después de haberlo expuesto en besapies.

## Historia

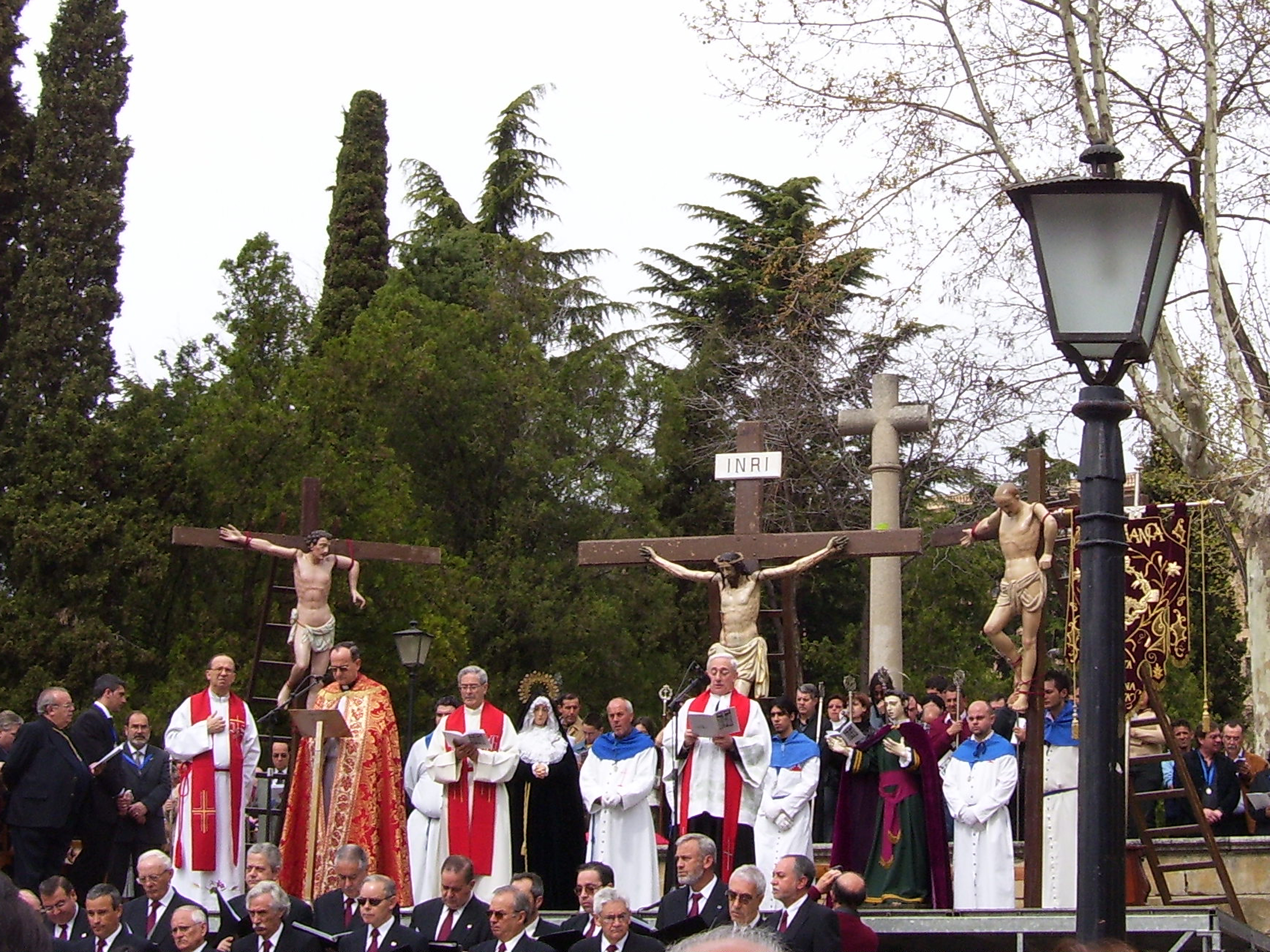
Acto del Descendimiento en el Campo de San Francisco (2006).

En el siglo XVII, la Cofradía de la Santa Cruz, teniendo noticia de su celebración en lugares de Perú y Nueva España, y a imitación de estos en Madrid y otras ciudades peninsulares, decidió instaurar en la ciudad de Salamanca la celebración de la representación del Descendimiento del Señor. Las Ordenanzas del Acto del Descendimiento y Procesión del Santo Entierro fueron aprobadas por Luis Fernández de Córdoba Portocarrero, obispo de Salamanca, el 5 de marzo de 1615.
El Viernes Santo, 17 de abril de aquel año, se realizó por primera vez, y se hizo dentro de la Capilla de la Vera Cruz. Tras el sermón tres religiosos subieron a la tarima, donde se encontraban las tres cruces con Cristo y los dos ladrones, la Virgen y San Juan, y con la ayuda de escaleras desenclavaron el cuerpo de Cristo, depositándolo en brazos de su Madre para posteriormente dejarlo en un lecho de tafetán morado. Después comenzaría la Procesión del Santo Entierro. La celebración se realizó varios años en el interior de la iglesia, pero al quedar esta pequeña se trasladó al exterior, en el Humilladero existente en el vecino Campo de San Francisco, engalanado con bastidores con cielo azul y estrellas y con holandillas negras. En 1709 dado el deterioro del Humilladero se decidió reformarlo, dando por terminadas las obras en 1721. 
En el siglo XIX la Cofradía de la Vera Cruz, y con ella sus actos, entró en decadencia. Dado el mal estado del Humilladero se decidió trasladar el acto al cercano Convento de San Francisco y posteriormente a la Iglesia de la Purísima (Convento de las Agustinas Recoletas), donde se celebró hasta 1848. En 1887, a instancias del obispo Tomás Cámara, se recuperó en la iglesia de las Agustinas. En 1890 se decidió que el acto se seguiría realizando siempre y cuando no resultase gravoso para la cofradía. Ese año se contó con la colaboración de un hermano y las camareras, pero al siguiente se perdió nuevamente el acto al no contar con ningún benefactor. 

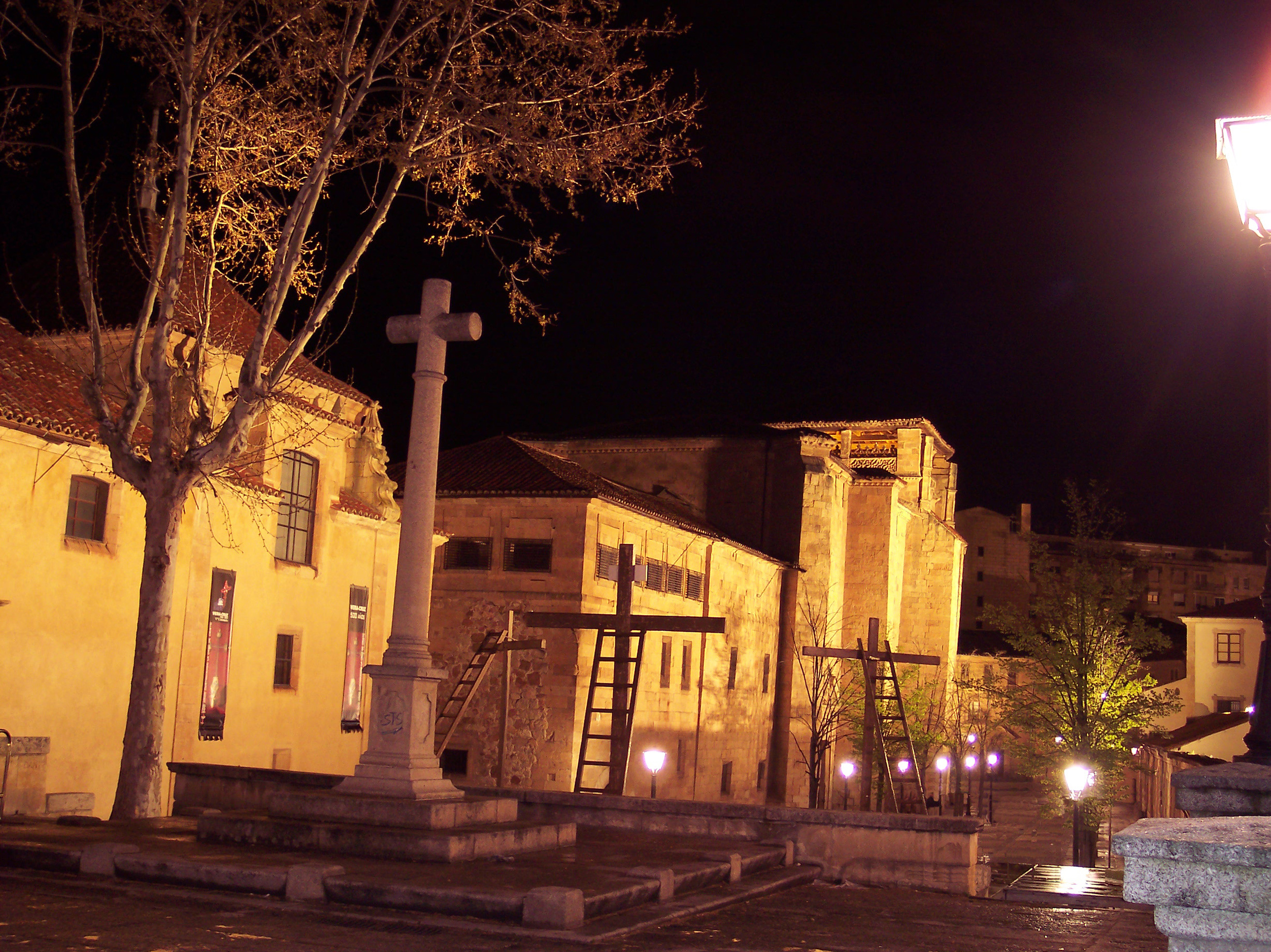
Calvario tras el Descendiento con la Ermita de la Vera Cruz y el Convento de las Úrsulas como telón de fondo.

En 1946 la entonces denominada Junta Permanente de Semana Santa, restauró el acto celebrándose la tarde del Viernes Santo ante la fachada de la iglesia de San Martín, solo con las imágenes de Cristo y los ladrones. En 1948 volvió a trasladarse el acto al Campo de San Francisco. En 1958, a iniciativa de la Asociación de Comerciantes de la Plaza Mayor, que corrieron con los gastos, el acto se celebró en el ágora Salmantina, concretamente bajo el Arco de San Fernando, en el Pabellón Real. El arco estaba cubierto por un gran paño negro con el escudo de la Junta Permanente en su parte superior. Una vez realizado el Descendimiento el cuerpo de Cristo, introducido en el Santo Sepulcro, se trasladaba a la contigua iglesia de San Martín, donde esperaba el paso de las Congregaciones de Jesús Rescatado y Jesús Nazareno para dirigirse a la Vera Cruz y desde allí comenzar la Procesión General del Santo Entierro. Debido al ambiente poco favorable de la Plaza para este tipo de actos en 1965 se trasladó nuevamente su celebración hasta el Patio Chico, enmarcándose con el brazo sur del crucero de la Catedral Nueva y los ábsides de la Vieja. Pasando a celebrarse en la mañana del Viernes Santo. Por la mañana la Urna vacía se trasladaba en procesión, acompañada por representaciones de todas las hermandades penitenciales, desde la Capilla de la Vera Cruz hasta la Catedral Nueva. Una vez finalizado el acto el Santo Sepulcro quedaba en la Seo incorporándose al Santo Entierro cuando la Procesión pasaba por la Catedral.
En 2006, coincidiendo con la celebración del V centenario de la fundación de la Cofradía de la Vera Cruz, el acto volvió a celebrarse en el Campo de San Francisco, frente a la capilla que posee la Cofradía. Con tal ocasión se recuperó la presencia de la Virgen y San Juan en la tarima, tal y como se indica en las Ordenanzas primitivas. Al año siguiente se celebró en el Patio Chico, si bien en 2008 volvió al Campo de San Francisco debido a las obras en la Sacristía de la Catedral Nueva, cuyos andamios ocupaban parte del Patio Chico.
En 2009 la Junta de Cofradías reunida en Pleno decidió fijar el Campo de San Francisco como escenario definitivo del acto, tal como reclamaba la Cofradía de la Vera Cruz, que había realizado varias propuestas con el objeto de dotar de más solemnidad al acto.
En el verano de 2010 el Ayuntamiento de Salamanca rehabilitó el Humilladero del Campo de San Francisco, renovando muros y estructuras desgastados por la humedad y el paso del tiempo.
Seguido al pleno de la Junta de Cofradías celebrado en febrero de 2013, se anunció que la Junta salía de la organización del acto, correspondiendo en exclusiva a la Cofradía de la Vera Cruz.
La reestructuración del Viernes Santo propuesta por la Junta de Semana Santa tras la disolución de la Procesión General del Santo Entierro contemplaba la celebración del Acto del Descendimiento en la tarde del Viernes Santo, que tendría su continuación en la Procesión del Santo Entierro con los siete pasos de la cofradía. La Cofradía de la Vera Cruz aprobó los cambios propuestos en junta General Extraordinaria el 26 de octubre de 2013. El traslado de la celebración del Acto del Descendimiento a la tarde del Viernes Santo para continuarse con la Procesión del Santo Entierro, supone la recuperación la estructura que tenía en el momento de su fundación en 1615.

## Imaginería
- La imagen de Cristo Nuestro Bien, es obra del escultor Pedro Hernández en 1615. Destaca la sencillez de sus formas. El paño de pureza es amplio y presenta sencillos pliegues. Representa a Cristo muerto en la cruz con los ojos y la boca entreabiertos.
- Los dos ladrones son obra de Antonio de Paz en el mismo año. Remarcando sus rostros la dulzura de Dimas y la maldad de Gestas, el mal ladrón. Sus paños de pureza están policromados y son más bastos que el de Cristo.
- Las imágenes de la Virgen María y San Juan Apóstol son de autor anónimo, si bien se han atribuido, con escasos argumentos, al citado Pedro Hernández. Son dos imágenes de vestir que ya figuran en las Ordenanzas de 1615, en las que también se contemplaba la participación de ambas en la Procesión del Santo Entierro sobre un mismo tablero. En la actualidad acompañan al Cristo de los Doctrinos en la Procesión General del Santo Entierro, junto a la imagen de María Magdalena, formando el paso de "El Calvario". Además la Virgen desfila sola el Lunes Santo bajo la advocación de Ntra. Sra. de la Amargura (anteriormente se la conoció como Virgen de la Soledad), en la procesión que realiza la Cofradía haciendo estación de penitencia en la Catedral Nueva de Salamanca.

Las imágenes de Cristo y los dos ladrones se restauraron en 2006.